# Luigi Lamonica
Luigi Lamonica (Pescara, Italia, 18 de diciembre de 1965) es un árbitro de baloncesto italiano.

## Trayectoria

### Italia
Comenzó su carrera arbitral en el año 1980, y en 1993 fue ascendido para dirigir en los campeonatos nacionales. Fue árbitro en varias finales de la Liga Italiana y de la Copa Italia, superando los 500 partidos arbitrados en Italia. Su último año como árbitro en la Serie A fue la temporada 2015/2016 al haber alcanzado el límite de edad.

### Internacional
La primera experiencia relevante a nivel internacional fue en el Campeonato Europeo del 1997. En el 2002 arbitró en la Final four de la Euroliga, y el año siguiente se presentó en el Eurobasket 2003, donde arbitró la final. En el 2004 y en el 2005 fue seleccionado para las finales de la FIBA EuroChallenge. En 2005 dirigió partidos en el Mundial sub-21.
Fue seleccionado para los Juegos olímpicos 2008, donde dirigió también un encuentro de los cuartos de final y la semifinal del torneo masculino, y también la semifinal del torneo femenino. Participó en el Mundial de 2010, arbitrando la final.
En el 2011 fue designado para las Final four de la Euroliga y ese verano arbitró también en los Eurobasket 2011 en Lituania. En el 2012 arbitró en los Juegos olímpicos de Londres y en la Final four de Euroliga a Estambul, donde arbitró una semifinal y la final. 
En el 2013 fue seleccionado para la Final four de la Euroliga en Londres, en la cual arbitró una semifinal y fue árbitro suplente de la final. En septiembre del mismo año se encuentró arbitrando en los Europeos en Eslovenia, donde dirigió también la final.
En el 2014 participó en la Copa del Mundo de Baloncesto. Durante la temporada 2016/17 arbitró sólo en la Euroliga, ya que superó el límite de edad de la Federación Italiana Baloncesto que le impide arbitrar en la serie A.
Tiene además escrito un libro, relativo a su experiencia en las Olimpiadas 2008, el Mundial 2010, la Euroliga 2011 y el Eurobasket 2011.

## Agresión
El 21 de febrero de 2020, fue ingresado en un hospital de Atenas después de haber sido agredido tras arbitrar el partido de la Euroliga entre el Panathinaikos y el Barcelona en el OAKA Center de Atenas. El taxi que llevaba al trío arbitral, integrado por Luigi Lamonica, Damir Javor y Emin Mogulkoc, de vuelta a su hotel fue atacado por un grupo de asaltantes, rompiendo uno de ellos la ventanilla trasera del vehículo. En consecuencia, Lamonica pasó la noche ingresado en un hospital de Atenas tras haber sufrido varios cortes debido a los cristales rotos por los agresores. Tanto Panathinaikos B.C. como la Euroliga condenaron los hechos; incluso estos últimos avisaron que si hechos parecidos eran repetidos, Grecia no podría acoger más partidos de Euroliga ni Eurocup.

## Temporadas
| Categoría        | País   | Año         |
| ---------------- | ------ | ----------- |
| Categorías bases | Italia | 1980 - 1993 |
| Serie A          | Italia | 1993 - 2016 |
| FIBA Europa      | Europa | 1996 - 2022 |